# Археолошко налазиште на потесу Породимље
Археолошко налазиште на потесу Породимље је археолошки локалитет који се налази у месту Малопољце, у општини Штимље на коме је откривена некропола са надгробним хумкама. Констатовани су остаци спаљених покојника. На локалитету је откривено 8 хумки, које су имале гробну конструкцију и спалиште. Хумке су од необрађеног камена, ограђене сухозидом.